# 尼尔斯·巴克隆德
尼尔斯·巴克隆德（瑞典語：Nils Backlund，1896年10月25日—1964年12月3日），瑞典男子水球运动员。他曾代表瑞典参加1920年和1924年夏季奥林匹克运动会水球比赛，其中1920年奥运会获得一枚铜牌。